# Potsdam-Abzeichen der NSDAP

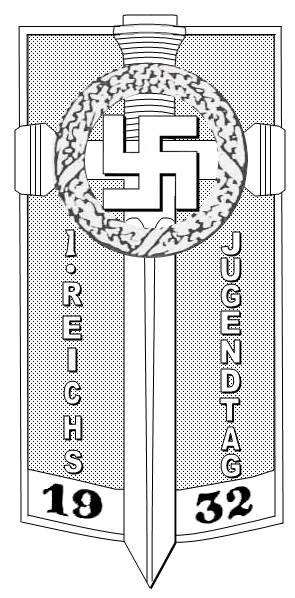
Potsdam-Abzeichen der NSDAP

Das Potsdam-Abzeichen war ein 1932 eingeführtes Tagungsabzeichen der Nationalsozialistischen Deutschen Arbeiterpartei, welches anlässlich des Ersten Reichsjugendtages in Potsdam vom 1. bis 2. Oktober 1932 in zwei Stufen, Bronze und Silber, ausgegeben wurde. Die Verleihung des bronzenen Tagungsabzeichens erfolgte an Zuschauer und dergleichen, während das silberne Abzeichen an aktive Teilnehmer verliehen wurde. Letztere Abzeichen durften auch weiter zur Dienstkleidung getragen werden.
Das Potsdam-Abzeichen zählt ebenso wie die übrigen Ehrenzeichen der NSDAP in der Bundesrepublik Deutschland als verfassungsfeindliche Propagandamittel. Ihre Herstellung, öffentliches Tragen oder Verbreiten ist verboten.

## Entwurf und Herstellung
Der Entwurf des Abzeichens stammt von Adolf Hitler selber. Mit dem Verkauf der Plaketten sollten die Herstellungskosten gedeckt werden. Alleiniger Hersteller des Abzeichens war die Firma Hoffstätter in Bonn.

## Beschreibung
Das Abzeichen ist aus Messing gefertigt, bronziert oder versilbert und misst vom oberen Schwertknauf bis zur unteren Schwertspitze 48,5 mm. Seine Breite beträgt 22,5 mm. Die Form ist die eines hochrechteckigen Schildes mit konischem unterem Rand. Es zeigt auf gekörnten Grund ein senkrecht stehendes Schwert, dessen Griffe sowie die Schwertspitze über den Rand des Abzeichens hinausragen. Mittig des Griffes ist ein Lorbeergebinde zu sehen, welches ein Hakenkreuz umschließt. Darüber sind die beiden Buchstaben N (links) und S zu lesen. Flankiert wird die Schwertschneide links von der Inschrift: I. REICHS und rechts von dem Wort: JUGENDTAG. Den Abschluss bildet ein abgetrenntes geschwungenes Feld mit den Jahreszahlen des Veranstaltungsjahres 1932, wobei die Jahreszahlen durch die Schwertschneide getrennt sind. Die Rückseite des Abzeichens ist glatt und zeigt, neben der Herstellerbezeichnung, eine senkrecht verlötete Broschiernadel.

## Verleihungszahlen
Es dürften 70.000–115.000 Potsdam-Abzeichen verliehen worden sein.